# John A. King
John Arthur („Jack“) King (* 22. Juni 1921 in Detroit, Michigan; † 22. September 2014 in Upper Peninsula, Michigan), bekannt als John A. King, war ein US-amerikanischer Mammaloge und Verhaltensbiologe. Er erforschte die Wechselwirkungen von Erbanlagen und Umweltfaktoren auf das Verhalten von Säugetieren; insbesondere interessierte er sich dafür, wie das Verhalten erwachsener Tiere durch Erfahrungen beeinflusst wird, die sie in jugendlichem Alter machten. Von 1961 bis 1986 war King Professor für Zoologie an der Michigan State University.

## Leben
Jack King war der Sohn von Royal E. King und seiner Ehefrau Marie King geborene Neuport und wuchs in Detroit auf. Schon als Schüler faszinierten ihn die unterschiedlichen Verhaltensweisen von Haus- und Wildtieren, so dass er bereits 1939, im Alter von 18 Jahren, der American Society of Mammalogists beitrat – im gleichen Jahr, in dem er sich an der University of Michigan für den Studienschwerpunkt Zoologie einschrieb. Im Februar 1943 erwarb er den Bachelor-Grad, zwei Monate später wurde er zum Militärdienst in die United States Army Air Forces eingezogen und als B-17-Pilot ausgebildet, konnte aber bereits im Herbst 1945 ins Zivilleben zurückkehren. In den folgenden Monaten finanzierte er sich durch Gelegenheitsarbeiten und unternahm Reisen durch Nord- und Südamerika sowie durch Europa.
Anfang 1947 setzte er sein Studium an der University of Michigan fort und wurde bald wissenschaftlicher Assistent des Ökologen und Genetikers Lee R. Dice, einem Schüler von Joseph Grinnell. Für seine Doktorarbeit analysierte er ab Sommer 1948 die soziale Organisation und die Populationsdynamik der Schwarzschwanz-Präriehunde im Wind-Cave-Nationalpark in South Dakota. In einem autobiografischen Rückblick auf seine Studien schrieb King 1985, seine als „klassisch“ geltende Feldstudie über die Präriehunde habe seine wissenschaftliche Laufbahn mit Nachdruck vorangebracht und sei erst in den 1970er-Jahren durch eine neuerliche Langzeitstudie ergänzt worden. Zu seinen Erkenntnissen habe auch gehört, dass Schwarzschwanz-Präriehunde – die zu den Nagetieren gehören – die Vegetation ihres Biotops beeinflussen. Sie halten den Pflanzenbewuchs kurz und können auf diese Weise mögliche Fressfeinde schon aus größerer Entfernung wahrnehmen, was durch Alarmrufe angezeigt wird. Zudem führe das Graben ihrer unterirdischen Zufluchtsorte zu einer Auflockerung der Erdoberfläche, so dass dort die Samen von potentiell nahrhaften Gräsern leichter keimen können.
Nach erfolgreicher Promotion im Sommer 1951 erhielt er ein Postdoc-Stipendium für das Jackson Laboratory in Bar Harbor (Maine) bei John Paul Scott, nach dessen Auslaufen ihm eine feste Stelle im Jackson Laboratory zugesprochen wurde, auf der er bis 1960 blieb. In Bar Harbor erforschte er das Sozialverhalten von Hausmäusen, insbesondere der Zuchtlinie C57BL/10. Zu seinen Projekten gehörte beispielsweise der Klärung der Frage, wie Hormone das agonistische Verhalten beeinflussen, aber auch Themen aus dem Gebiet der Entwicklungsbiologie. Verhaltensbeobachtungen an den im Jackson Laboratory gehaltenen Haushunden gab er nach kurzer Zeit wegen des erheblichen Zeitaufwands wieder auf. Ab 1956 wandte er sich in zunehmendem Maße der Erforschung von Weißfußmäusen der Gattung Peromyscus zu – seinem wichtigsten Forschungsobjekt in den folgenden 30 Jahren. In Verhaltensbeobachtungen und Experimenten widmete er sich der Systematik und der Ökologie der Weißfußmäuse, er verglich das Verhalten von unterschiedlichen Arten dieser Gattung miteinander und mit Hausmäusen, die Veränderungen im Verlauf des Übergangs von Kindheit und Jugend zum ausgewachsenen Tier und trug aufgrund seiner Beobachtungen u. a. dazu bei, die Stammesgeschichte der Gattung zu rekonstruieren.
Nachdem King 1959 ein Jahresstipendium für einen Auslandsaufenthalt erhalten hatte, verbrachte er zunächst ein halbes Jahr in Edinburgh bei Conrad Hal Waddington und danach die restliche Zeit in Deutschland bei Bernhard Rensch in Münster. Während dieser Zeit erhielt er das Angebot, an die Michigan State University zurückzukehren. Zunächst als Associate Professor für Zoologie, ab 1965 als ordentlicher Professor, blieb er dort bis zu seiner Emeritierung im Jahr 1986.
Im Ruhestand zog Jack King zunächst auf eine Farm in Webberville (Michigan), und ab 2007 wohnte er am Michigansee in Rapid River (Michigan) (Delta County). Er war seit Juni 1949 mit Joan geb. McGinty verheiratet, das Paar hatte zwei Kinder. Joan King war Dozentin am Kresge Art Museum der Michigan State University und ab 1999 Acting Regional Vice President der American Association of Retired Persons.
King war 1964 Gründungsmitglied und 1970/71 Präsident der Animal Behavior Society sowie Mitglied der American Association for the Advancement of Science.

## Schriften (Auswahl)
- Social behavior, social organization, and population dynamics in a black-tailed prairie-dog town in the Black Hills of South Dakota. In: Contributions from the Laboratory of Vertebrate Biology. Nr. 67, University of Michigan, Ann Arbor 1955.
- Parameters relevant to determining the effects of early experience upon the adult behavior of animals. In: Psychological Bulletin. Band 55, Nr. 1, 1958, S. 46–58., doi:10.1037/h0041002.
- als Herausgeber: Biology of Peromyscus (Rodentia). The American Society of Mammalogists, Special Publication, Nr. 2, 1968, Volltext.
- A comparison of longitudinal and cross-sectional groups in the development of behavior in deermice. In: Annals of the New York Academy of Science. Band 159, Nr. 3, 1969, S. 696–709, doi:10.1111/j.1749-6632.1969.tb12972.x.
- Light reinforcement in four taxa of deer mice (Peromyscus). In: Journal of Comparative and Physiological Psychology. Band 71, Nr. 1, 1970, S. 22–28, doi:10.1037/h0028967.
- The ecology of aggressive behavior. In: Annual Review of Ecology and Systematics. Band 4, 1973, S. 117–138, doi:10.1146/annurev.es.04.110173.001001.

## Belege
1. ↑  John A. King Papers auf dem Server der Michigan State University Archives and Historical Collections, zuletzt abgerufen am 9. April 2022.
2. ↑  Lee C. Drickamer: John A. King: 1921–2014. In: Journal of Mammalogy. Band 96, Nr. 4, 2015, S. 884–889, doi:10.1093/jmammal/gyv088 (freier Volltext).
3. ↑  John A. King: Those Critical Periods of Social Reinforcement.  In: Donald A. Dewsbury: Studying Animal Behavior. Autobiographies of the Founders. Chicago University Press, Chicago und London 1985, ISBN 978-0-226-14410-8, S. 204–223, hier: S. 206.

| Personendaten    | Personendaten                                    |
| ---------------- | ------------------------------------------------ |
| NAME             | King, John A.                                    |
| ALTERNATIVNAMEN  | King, Jack; King, John Arthur                    |
| KURZBESCHREIBUNG | US-amerikanischer Zoologe und Verhaltensforscher |
| GEBURTSDATUM     | 22. Juni 1921                                    |
| GEBURTSORT       | Detroit, Michigan                                |
| STERBEDATUM      | 22. September 2014                               |
| STERBEORT        | Upper Peninsula, Michigan                        |